# José Campaña
José Ángel Gómez Campaña, född 31 maj 1993 i Sevilla, Spanien, är en spansk fotbollsspelare. Campaña spelar som central mittfältare i Levante. Han har tidigare spelat i bland annat Sevilla, Crystal Palace och Sampdoria.